# Banque de réserve d'Australie
Pour les articles homonymes, voir RBA et BRA.
La Banque de réserve d'Australie (en anglais : Reserve Bank of Australia) a vu le jour le 14 janvier 1960 en tant que banque centrale d'Australie et d'autorité émettrice de billets de banque, lorsque le Reserve Bank Act 1959 a enlevé les fonctions de banque centrale à la Commonwealth Bank.
La Banque doit, en plus de fournir des services à d'autres banques centrales et institutions officielles, fournir un certain nombre de services au gouvernement australien qui récupère les bénéfices. Elle est actuellement divisée en deux directions : le Payments System Board qui est responsable de la politique des paiements et la Reserve Bank Board qui régit toutes les autres politiques monétaires et bancaires.
Les deux directions se composent de membres de la Banque, du département du Trésor, d'autres organismes gouvernementaux et de dirigeants d'autres institutions économiques,. L'organisation de la direction de la Banque est restée constante depuis 1951 à l'exception du nombre de membres du Conseil. Le gouverneur de la Banque est nommé par le ministre du Budget et préside les deux directions et, en cas de désaccord entre les deux conseils d'administration, le gouverneur tranche,.

## Histoire
À partir du milieu du XIXe siècle et jusque dans les années 1890, les perspectives de création d'une banque nationale n'ont cessé de grandir. En 1911 fut créée la Banque du Commonwealth mais elle n'avait pas le pouvoir d'imprimer de billets de banque, pouvoir qui était réservé au Ministère des Finances. Un mouvement pour le rétablissement de l'étalon-or a eu lieu après la Première Guerre mondiale, lorsque John Garvan se mit en tête de diverses institutions en matière de masse monétaire et l'étalon-or fut institué à la fois pour la livre sterling et la livre australienne en 1925.
Durant la Grande Dépression, la livre australienne fut dévaluée, perdant sa parité avec la livre sterling et, officiellement, détachée de l'étalon-or par le Commonwealth Bank Act of 1932. La loi de 1945 conduisit à la réglementation des banques privées à laquelle Herbert Cole Coombs était opposé et, quand il devint gouverneur en 1949, il exerça un contrôle plus globalisé sur leurs institutions,. Lorsque les autorités monétaires suivirent les conseils de Coombs d'avoir un taux d'intérêt flexible, il a permis à la Banque de s'appuyer davantage sur les opérations d'open market.
Le change flottant du dollar australien fut mis en service en 1983, à peu près à la même période de temps où le système financier australien fut déréglementé. L'administration des banques fut transférée en 1998 de la Banque de réserve d'Australie à l'Autorité australienne de politique prudentielle (Australian Prudential Regulation Authority) et le  Conseil du système de paiements (Payments System Board) fut créé, tandis que la Banque recevait pouvoir au sein de ladite chambre la même année. L'actuel gouverneur de la Banque est Glenn Stevens, qui est titulaire du poste depuis le 18 septembre 2006.

## Gouverneurs
| Gouverneur de la Banque du Commonwealth d'Australie |                           |                   |                   |        |
| 1                                                   | Denison Miller (en)       | Juin 1912         | Juin 1923         | ,      |
| 2                                                   | James Kell                | Octobre 1924      | Octobre 1926      | [ 10 ] |
| 3                                                   | Ernest Riddle (en)        | Octobre 1926      | Février 1938      | ,      |
| 4                                                   | Henry Sheehan             | Février 1938      | Mars 1941         | ,      |
| 5                                                   | Hugh Armitage             | Juillet 1941      | Décembre 1948     | ,      |
| 6                                                   | Herbert Coombs (en)       | Janvier 1949      | Janvier 1960      | ,      |
| Gouverneurs de la Banque de réserve d'Australie     |                           |                   |                   |        |
| 1                                                   | Herbert Coombs (en)       | Janvier 1960      | Juillet 1968      | ,      |
| 2                                                   | John Grant Phillips (en)  | Juillet 1968      | Juillet 1975      | ,      |
| 3                                                   | Harold Murray Knight (en) | Juillet 1975      | Août 1982         | [ 10 ] |
| 4                                                   | Bob Johnston              | Août 1982         | Juillet 1989      | [ 10 ] |
| 5                                                   | Bernie Fraser             | Septembre 1989    | Septembre 1996    | [ 10 ] |
| 6                                                   | Ian Macfarlane (en)       | Septembre 1996    | Septembre 2006    | [ 10 ] |
| 7                                                   | Glenn Stevens (en)        | 18 septembre 2006 | 17 septembre 2016 | [ 10 ] |
| 8                                                   | Philip Lowe (en)          | 18 septembre 2016 | 18 septembre 2023 | [ 10 ] |
| 9                                                   | Michele Bullock           | 18 septembre 2023 | présent           | [ 10 ] |

| * | Mort en fonction |